# Guerra Imjin
A Guerra Imjin foi um conflito armado travado entre 1592 e 1598 na qual se envolveram três países asiáticos: Japão, China e Coreia. O regente japonês Toyotomi Hideyoshi, um dos "grandes pacificadores do Japão", decidiu conquistar a China, e solicitou a assistência da dinastia Joseon, assim como livre trânsito através da Península Coreana. Uma vez que a Coreia era um país vassalo da dinastia Ming, tal pedido foi rejeitado. Hideyoshi, então, começou a preparar as tropas e convocou daimyō (senhores feudais) distintos para a invasão do país, que foi iniciada em 1592.
Depois de um rápido e eficaz avanço das tropas japonesas pelo território coreano, a campanha naval do Almirante Yi cortou o fornecimento de recursos para os invasores, obrigando-os a parar seu avanço. A milícia coreana, junto com a intervenção do exército chinês, obrigou o governo japonês a iniciar relações de paz com a China em 1593. Após os pedidos de Hideyoshi terem sido negados, a guerra entrou em uma nova fase em 1597, quando se retomaram as hostilidades. O confronto terminou em 1598 com a retirada total das tropas invasoras seguinte a morte de Hideyoshi.
Ainda que geralmente sejam consideradas como duas invasões isoladas, na verdade houve presença japonesa durante o período entre as invasões, fazendo com que alguns historiadores considerem o conflito como uma só guerra.
Este acontecimento foi o primeiro na Ásia a utilizar exércitos com números elevados de soldados portando armas modernas e representou um dano severo para a Coreia. Este país sofreu a perda de 66% de suas terras cultiváveis e a extração forçada de artesões e acadêmicos ao Japão, levando ao desenvolvimento da ciência naquele país. Outra perda importante aconteceu no aspecto histórico e cultural, uma vez que muitos registros foram queimados junto com vários palácios imperiais em Seul. China viu exauridas as suas finanças e, como consequência, a dinastia Ming ficou significativamente debilitada. Isto facilitaria a ascensão ao poder da dinastia Qing.
Este conflito é conhecido por vários nomes, entre eles: "Invasões de Hideyoshi à Coreia", "Guerra dos Sete Anos", "Invasões Japonesas na Coreia" ou "Guerra Renchen para defender a Nação". O enfrentamento recebe este último título, assim como Guerra Imjin, por ter acontecido durante o ano conhecido como "Renchen" ou "Imjin" do ciclo sexagenário na China e na Coreia, respectivamente.

## Origem do nome
Em coreano, a primeira invasão foi conhecida como Rebelião dos piratas japoneses de Imjin (Imjin Waeran) — uma vez que 1592 foi o ano Imjin (임진), segundo o ciclo sexagenário. A invasão nunca foi chamada pelos historiadores coreanos da época como "guerra", pois consideravam seu país como um povo superior ao Japão. A segunda invasão ficou conhecida como Segunda guerra de Jeong-yu.
No lado japonês, a primeira invasão ficou conhecida como Guerra de Bunroku (文禄の役, Bunroku no eki), pois aconteceu precisamente durante a era japonesa de Bunroku (1592 - 1596). A segunda invasão foi conhecida como Guerra de Keichō (慶長の役, Keichō no eki).
Em chinês, a guerra é conhecida como Guerra Renchen para defender a Nação (pelo mesmo motivo que na Coreia; o nome do ano correspondente a 1592 no ciclo sexagenário é conhecido naquele país como Renchen) ou como Campanha de Wanli na Coreia, em homenagem ao imperador reinante.

## Antecedentes

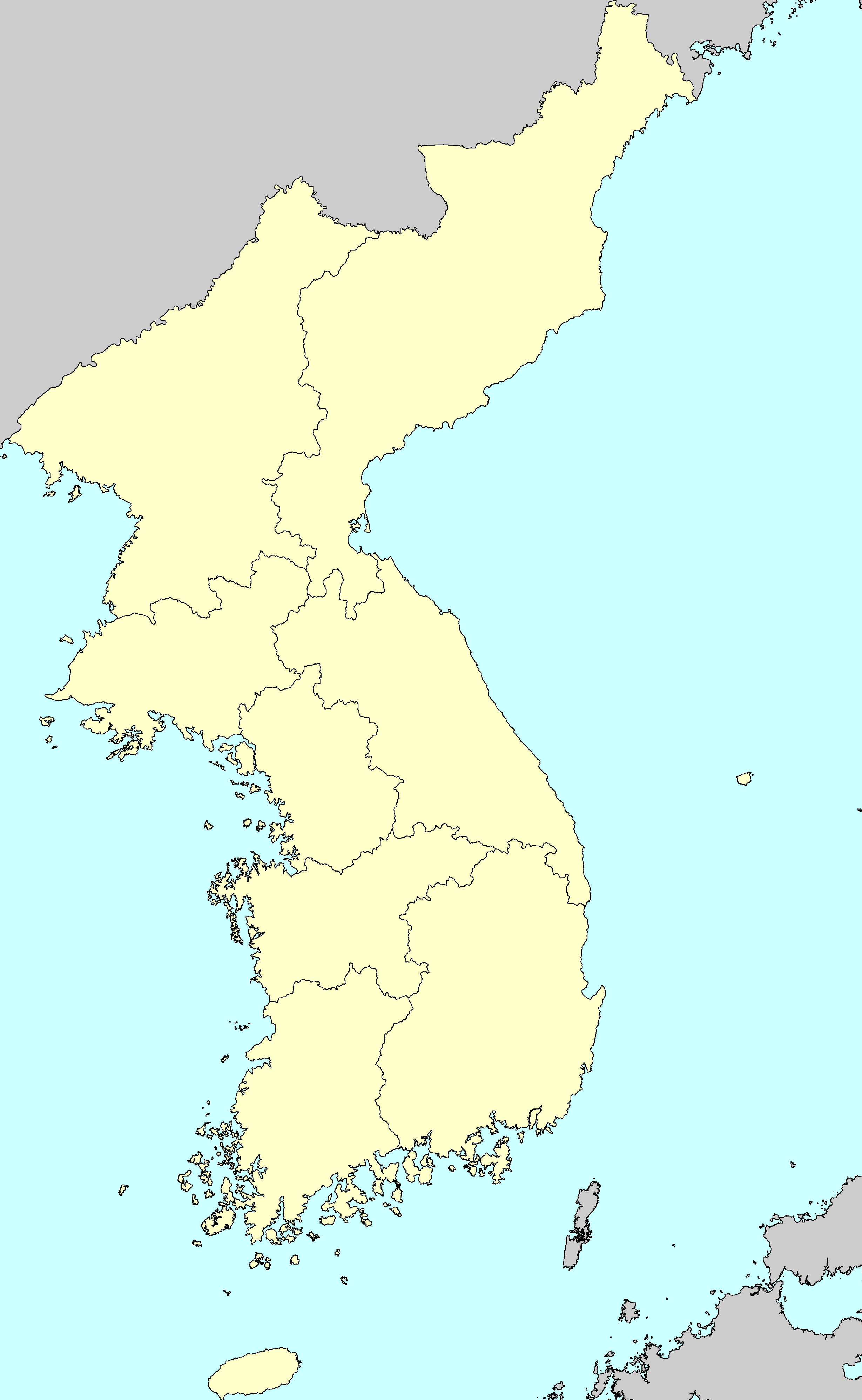
Localização das oito províncias da Coreia: Pyongan, Hamgyong, Hwanghae, Gangwon, Gyeonggi, Chungcheong, Gyeongsang e Jeolla.

### Coreia e China antes da guerra
Em 1392, o general coreano Yi Seong-gye liderou um golpe de estado para derrubar o Rei U da dinastia Goryeo, estabelecendo assim a Dinastia Joseon. Esta dinastia recebeu o reconhecimento da China e se integrou ao seu sistema tributário sob o preceito conhecido como Mandato do céu, uma filosofia através da qual justificavam a legitimidade ou ilegitimidade de um governo.
Tanto a dinastia coreana de Joseon como a Ming da China compartilhavam muitos aspectos: ambas emergiram durante o século XIV com a queda do governo mongol, ambas estabeleceram os princípios do confucionismo como ideais de sociedade e governo, além de lutarem contra ameaças estrangeiras similares (como os piratas jurchen ou os piratas japoneses wakō). Internamente, tanto China como Coreia sofriam com disputas entre as diversas facções políticas. Este fator teve uma influência considerável nas decisões tomadas pelo governo coreano antes da guerra e pelo governo chinês durante a guerra. A dependência econômica mútua, assim como os inimigos em comum, resultou em uma relação amistosa e próspera entre os países.

### Os preparativos de Hideyoshi

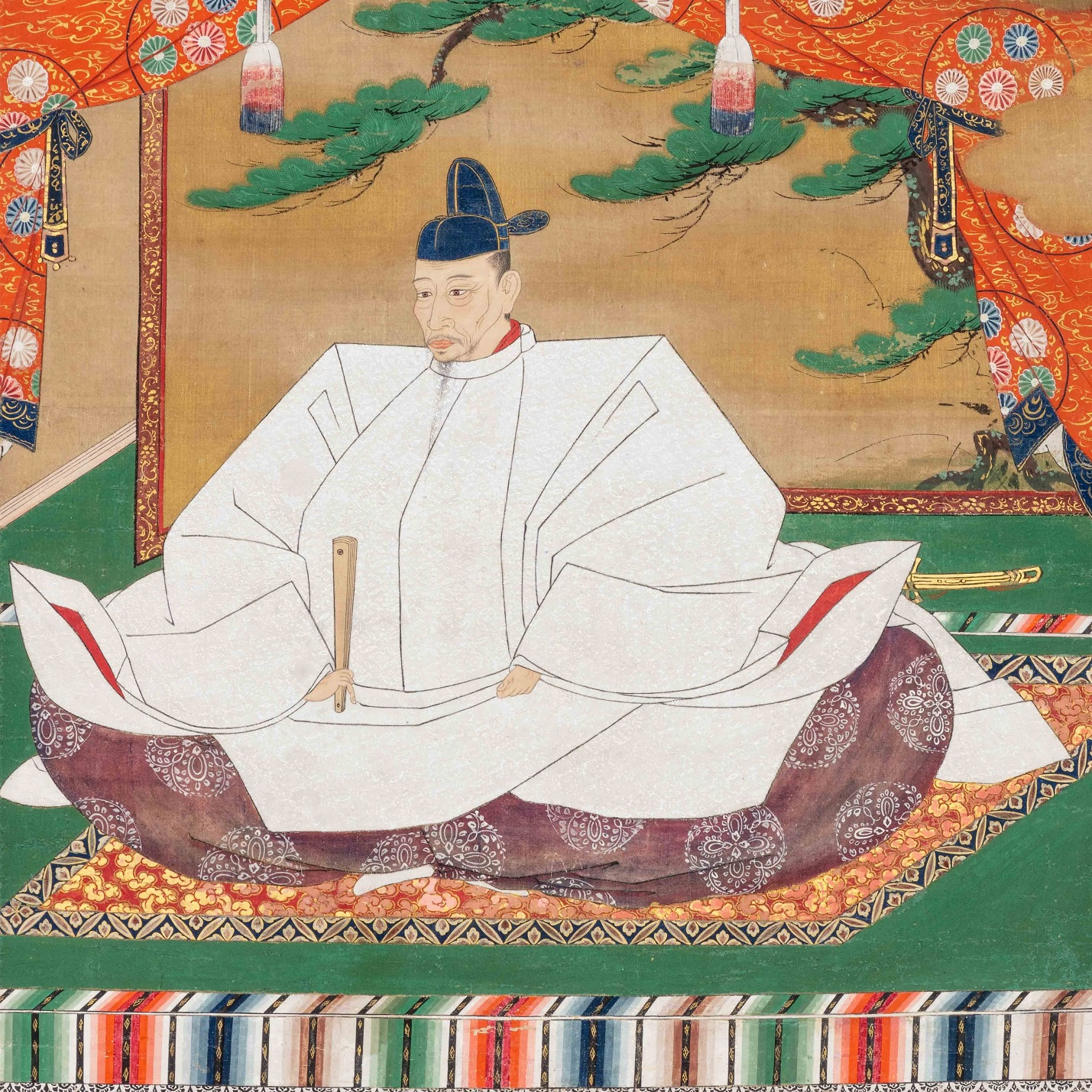
Retrato de Toyotomi Hideyoshi, desenhado em 1601.

No final do século XVI, Toyotomi Hideyoshi, seguindo os passos de seu antigo senhor, Oda Nobunaga, havia conseguido unificar o Japão momentaneamente, o que significou um breve período de paz. Uma vez que Hideyoshi não possuía uma ascendência real nem era procedente de nenhum dos clãs japoneses históricos, nunca lhe foi atribuído o título de shōgun (将軍); ao invés disso, recebeu um título menor: o de kanpaku (関白, regente). Por esta razão, buscou legitimar seu governo através do poder militar e ao mesmo tempo reduzir a dependência quanto ao Imperador do Japão. Algumas fontes afirmam que Hideyoshi planejou a invasão à China para cumprir a missão de Nobunaga, assim como para diminuir o risco de uma possível rebelião interna devido ao excesso de samurais e soldados no país. Outra possível motivação de Hideyoshi era a de subjugar os estados vizinhos menores (por exemplo Ryūkyū, Luzon, Taiwan e Coreia).
A derrota do clã Hōjō tardio em 1590 finalmente levou o país a uma segunda etapa de "pacificação", e assim Hideyoshi começou os preparativos para a batalha seguinte. No início de março de 1591, o daimyō de Kyūshū construiu o Castelo de Nagoya, o qual foi planejado para ser o centro de mobilização das tropas invasoras. Em 1592, Hideyoshi enviou uma carta às Filipinas demandando tributo e afirmando que o Japão já o recebia da Coreia e do Reino de Ryukyu.
Como preparativo para a guerra, desde o início de 1586 havia começado a construção de 2 000 barcos. Para ter uma ideia da força militar coreana, Hideyoshi enviou uma força de ataque de 26 barcos à costa do sul da Coreia em 1587. A partir deste ataque concluiu que a armada coreana era incompetente. No campo diplomático, Hideyoshi tratou de favorecer relações amistosas com a China e ajudou a vigiar as rotas de comércio contra os piratas wakō.

### Relações diplomáticas entre Japão e Coreia

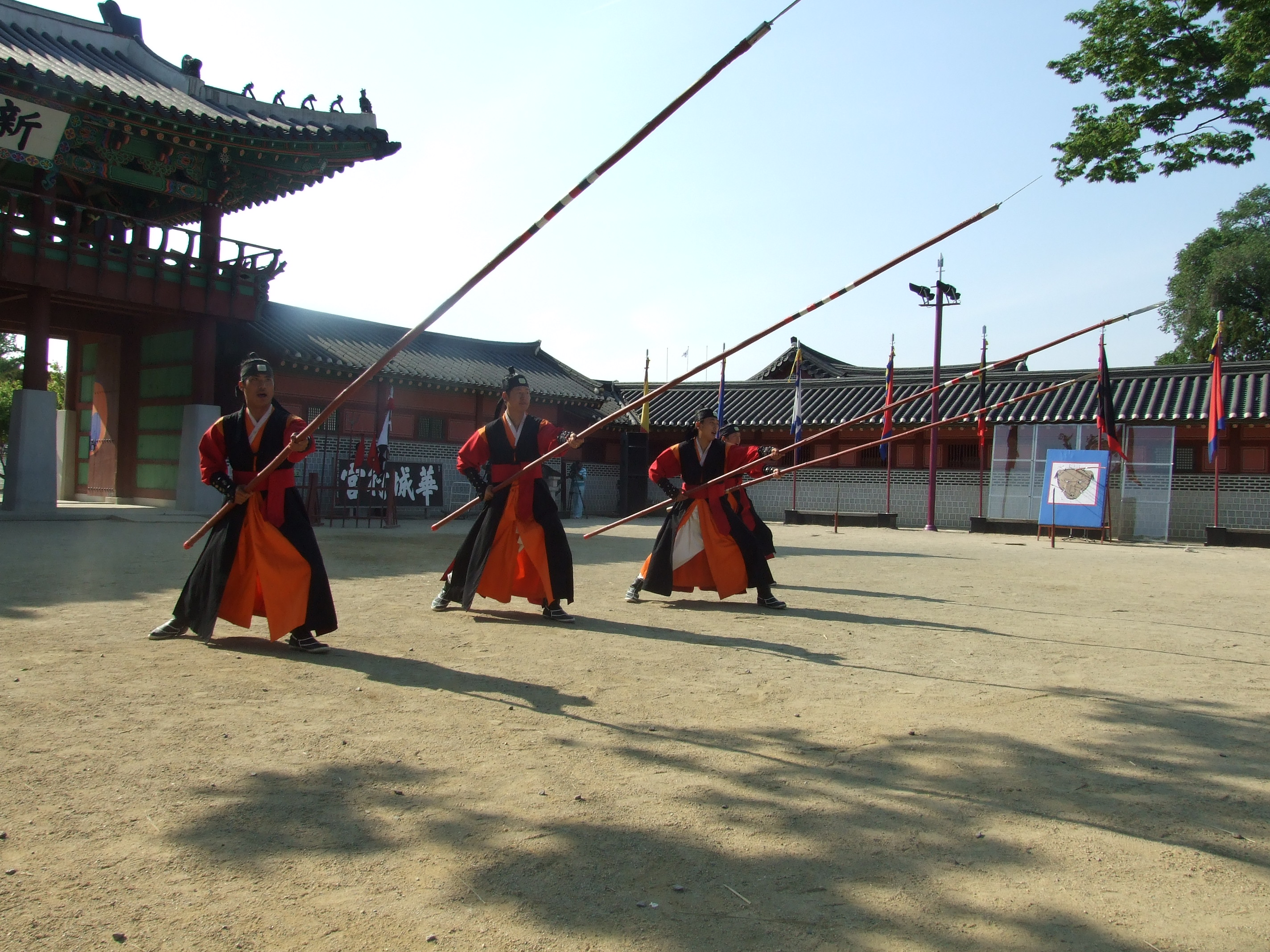
Vestimenta utilizada na Coreia durante o reinado da dinastia Joseon.

Em 1587, durante o reinado do Rei Seonjo, Hideyoshi enviou Tachibana Yasuhiro à Coreia com o objetivo de restabelecer as relações diplomáticas rompidas desde 1555 devido a um grande ataque pirata japonês. Com o restabelecimento destas, Hideyoshi esperava poder induzir a Corte Yi a se unir ao Japão em uma guerra contra a China. Yasuhiro — um samurai com uma atitude desafiante quanto aos oficiais coreanos e seus costumes, que os considerava bárbaros — não logrou êxito em receber a promessa de futuras missões diplomáticas por parte da Coreia. Em cerca de 1589, uma segunda embaixada de Hideyoshi encabeçada por Sō Yoshitoshi (ou Yoshitomo) chegou à Coreia e obteve garantias para serem recebidos em troca de rebeldes coreanos que haviam se refugiado no Japão.
Em abril de 1590, os embaixadores coreanos Hwang Yun-gil e Kim Saung-il, entre outros, partiram rumo à Kioto, onde tiveram que esperar por cerca de dois meses enquanto Hideyoshi concluía a campanha de Odawara contra os Hōjō. Em seu regresso, trocaram presentes cerimoniais e lhe entregaram uma carta do Rei Seonjo. Hideyoshi tinha presumido que os embaixadores haviam chegado para pagar vassalagem, porque não os recebeu com o tratamento oficial requerido em assuntos diplomáticos. Por fim, os embaixadores coreanos solicitaram uma resposta de Hideyoshi a carta do Rei da Coreia, uma vez que tiveram que esperar 20 dias na porta de Sakai. Na carta, Hideyoshi comunicou formalmente sua intenção de que a Coreia se submetesse ao Japão e o apoiasse em sua guerra contra a China.
Com o regresso dos embaixadores, a corte Yi promoveu uma série de discussões relacionadas ao convite japonês. Enquanto que Hwang Yun-gil entregou a Corte seus cálculos quanto à força militar que o Japão possuía, Kim Saung-il afirmou que a ameaça de Hideyoshi não era real. Além disso, muitos consideraram que o Japão não possuía uma força suficiente para iniciar uma guerra. Ainda que o Rei Seonjo tenha considerado inicialmente que os Ming deviam ser informados das intenções japonesas, para evitar suspeitas que poderiam comprometer o país como aliado do Japão, por fim decidiu esperar o decorrer dos acontecimentos.
Em uma terceira missão diplomática, os enviados do Rei Seonjo repreenderam Hideyoshi por desafiar o sistema tributário chinês. Hideyoshi respondeu com uma carta forte e desrespeitosa, a qual foi ignorada na Coreia uma vez que não havia sido entregue em pessoa, segundo seus costumes. Em 1592, após a segunda negativa, Hideyoshi decidiu armar suas tropas para lutar contra a Coreia. Este último, por sua vez, considerava que a tentativa de invasão de Hideyoshi não seria mais séria que os ataques piratas que havia enfrentado anteriormente.

## Ordem de batalha

### Capacidade militar

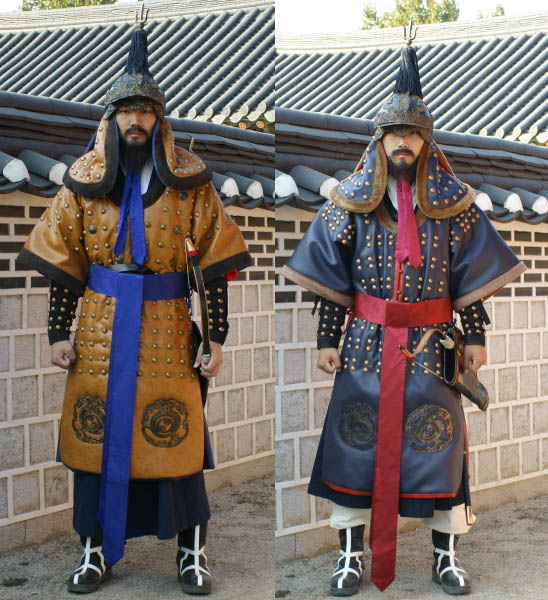
Vestimenta típica de um arqueiro coreano na época da dinastia Joseon.

As principais ameaças à China e Coreia antes do conflito eram representadas pelos Jurchen, que atacavam ao longo da fronteira norte, e pelos piratas japoneses wakō, que atacavam os povos costeiros e barcos mercantes. Para fazer frente aos Jurchen, os coreanos desenvolveram uma frota poderosa, construíram uma linha defensiva de castelos ao longo do rio Tumen e tomaram o controle da ilha de Tsushima. O sistema defensivo utilizado durante este período de relativa paz fez com que os coreanos dependessem de uma artilharia pesada, de fortificações e barcos de guerra. Com a introdução da pólvora durante o reinado da dinastia Goryeo, a Coreia desenvolveu canhões muito avançados que eram utilizados com eficácia em combates no alto mar. Ainda que a China fosse seu principal provedor de novas tecnologias militares, a Coreia excedia a qualidade da fabricação tanto de canhões como barcos da época.
O Japão, por outro lado, estava sumido por um longo período devido a conflitos civis, que perduravam por mais de um século. Este período é conhecido como Sengoku ou "período dos estados em guerra". Por causa destes conflitos, sua orientação militar focava no uso de arcabuzes, adotados a partir dos portugueses.
As diferenças geopolíticas destes países contribuíram para que os japoneses tivessem grande êxito nos combates em terra e os coreanos em alto mar. Uma vez que o Japão havia passado por conflitos bélicos continuamente desde os meados do século XV, Hideyoshi possuía meio milhão de soldados treinados a sua disposição. Estes também eram considerados como o exército mais profissional da Ásia, na época. A visão da Coreia sobre o Japão era de um povo caótico que não representava uma ameaça real para a sua segurança e também que uma invasão por parte deste país não seria mais difícil de conter do que os piratas wakō, que haviam combatido e derrotado anteriormente.
Enquanto a situação militar na Coreia, o oficial Yu Seong-ryong se assegurava que "não havia um general coreano entre cem que conhecia os métodos de instrução de soldados". Os soldados estavam desorganizados e deficientemente capacitados e equipados, e eram utilizados principalmente em projetos de construção, como os muros dos castelos.

### Problemas com a política de defesa na Coreia

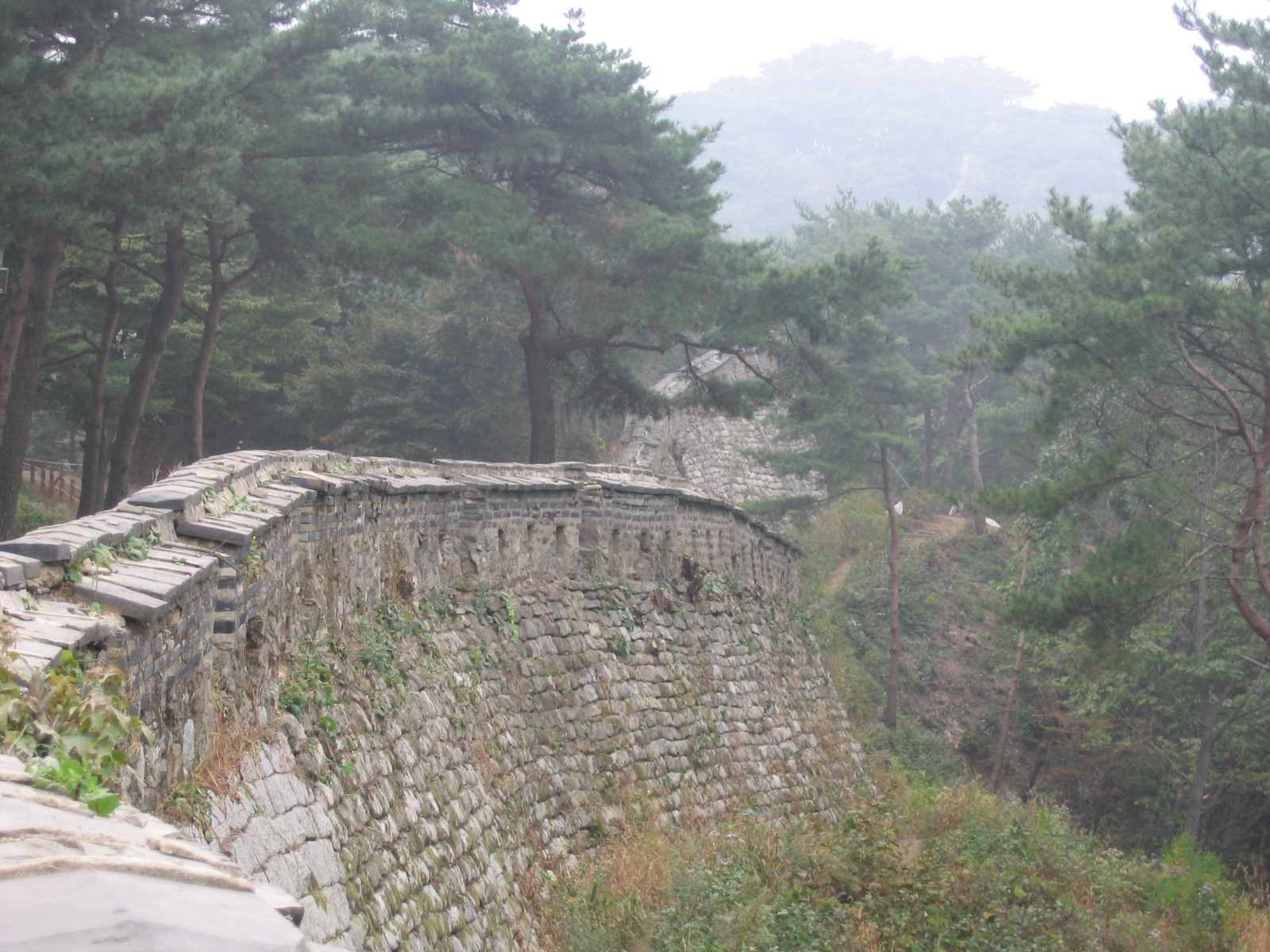
A Coreia contava com alguns castelos nas montanhas, como este. Contudo, existiam outras fortificações com estruturas e defesas pobres.

Existiam vários problemas com a organização do exército coreano. Um exemplo disto era o fato de que os oficiais locais não podiam responder a uma invasão estrangeira por conta própria, a menos que um general, nomeado diretamente pela corte, chegasse ao local com um exército recém-mobilizado. Esta política tinha muitas desvantagens, uma vez que as forças da área permaneciam detidas até que o comandante designado, com seu próprio exército, chegasse a cena e tomasse o controle. Por outro lado, os generais enviados eram procedentes, na maioria das ocasiões, de outra região, portanto, não estavam familiarizados com as condições topográficas, a tecnologia disponível ou a mão-de-obra existente na região invadida.
Quanto as construções fortificadas, o principal tipo na península era o chamado Sanseong ou castelos de montanha. Este tipo de fortificação geralmente consistia de muros de pedra de altura baixa construídos ao redor das montanhas em forma de serpentina.

### Força das tropas
Hideyoshi mobilizou seu exército para o Castelo de Nagoya em Kyūshū, o qual acabara de ser construído com o único objetivo de servir de alojamento às forças invasoras e reservas. A primeira invasão consistiu de nove divisões que totalizavam 158 800 soldados. Destes, 21 500 permaneceram nas ilhas de Tsushima e Iki como reservas.
Por outro lado, a dinastia Joseon somente possuía poucas unidades militares e sua defesa dependia em muito da mobilização dos civis em casos de emergência. Durante a primeira invasão, o governo coreano contou com 84 500 tropas regulares, as quais se uniram 22 000 voluntários. O governo chinês nunca manteve mais de 60 000 soldados na Coreia durante todo o conflito, enquanto os japoneses utilizaram cerca de 500 000 soldados ao longo da guerra.

## Confronto

### Primeira invasão (1592 - 1593)
A principal ambição de Toyotomi Hideyoshi,que havia acabado de unificar o Japão era conquistar a Dinastia Ming da China, e em abril, 1592 reuniu um exército de 200 000 para invadir a Coreia, que era  um reino que estava florescendo e tencionava  uma aliança com a China.
Durante a primeira campanha das invasões do Hideyoshi à Coreia, o exército japonês ocupou Seoul em maio de 1592 e alcançou rapidamente Pyongyang em três meses. Esse feito contou com um grande número colaboradores coreanos que viam o exército invasor como um libertador do rei da Dinastia  Joseon da Coreia.
Depois que a China mandou seus reforços militares em apoio à Coreia, os japoneses perderam Pyongyang e retornaram a Seoul em janeiro de 1593. Durante conversas da paz, Hideyoshi exigiu uma divisão da Coreia, como condição de um tratado, e uma princesa chinesa como o consorte para o imperador.
Os chineses, entretanto, não viram nenhuma razão para tratar os invasores como iguais, e os esforços da paz alcançaram um impasse.

#### Resposta da Dinastia Joseon
Após receber a notícia dos ataques japoneses, o governo Joseon nomeou o General Yi Il como comandante das fronteiras. Ele se dirigiu a Myongyong, local situado estrategicamente na passagem de Choryong, para reunir suas tropas, porém teve que viajar até a cidade de Daegu para reunir todo o seu exército. Uma vez reunidas, as tropas regressaram a Sangju, com a exceção dos sobreviventes da batalha de Dongnae, que permaneceram na retaguarda da passagem de Choryong.
Em 4 de junho, o General Yi comandou uma tropa de menos de 1 000 soldados, situando-se no topo das pequenas colinas com o objetivo de enfrentar à primeira divisão que avançava sobre eles. Ao avistar uma coluna de fumaça, Yi supôs que se tratava de um incêndio provocado pelos invasores e decidiu enviar um explorador para se certificar. O explorador, ao se aproximar de uma ponte, sofreu uma emboscada e foi decapitado por soldados japoneses, o que desmoralizou os soldados coreanos. Momentos depois, começou o episódio conhecido como Batalha de Sangju, com um ataque japonês utilizando armas de fogo, ao passo que as tropas coreanas responderam lançando flechas que percorriam distâncias curtas. As forças japonesas se dividiram em três: uma para atacar a frente, enquanto que as outras para atacar os flancos. A batalha terminou com a fuga do General Yi, após contabilizar 700 baixas.

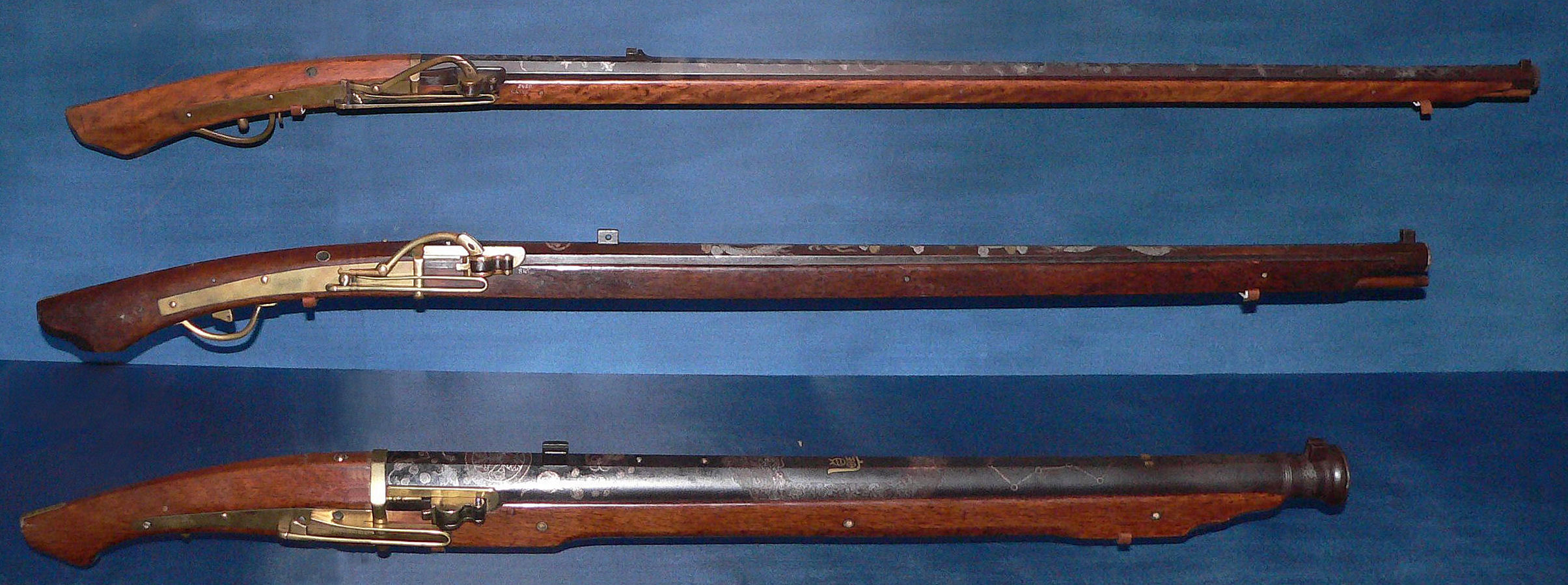
Arcabuz japonês da era Edo.

Depois de recuar, o General Yi planejou utilizar a passagem de Choryong para vigiar o avanço do inimigo. Contudo, o comandante Sin Rip chegou a área com uma divisão de cavalaria, de modo que as tropas, estimadas em 8 000 homens, foram conduzidas à fortaleza Chungju, a qual se encontrava por cima da passagem. General Sin Rip decidiu então enfrentar o exército japonês em campo aberto, com a finalidade de aproveitar sua cavalaria, para que as tropas se reorganizassem nos campos de Tangeumdae. Uma vez que a maioria de seus homens eram recrutas recém-treinados, Sin temeu que pudessem fugir após o início da batalha, e por isso ordenou que se apresentassem na convergência dos rios Talcheon e Han, que possuía a forma de um "Y". O local estava cheio de campos de arroz inundados, não sendo ideal para realizar manobras com a cavalaria.
Em 5 de junho, a primeira divisão, formada por 18 000 homens, partiu de Sangju e à noite chegou à fortaleza abandonada de Mungyong. Na manhã seguinte, chegaram a Tangumdae, onde enfrentaram a cavalaria coreana durante a Batalha de Chungju. Konishi dividiu suas tropas em três secções, as quais atacaram a frente e ambos os flancos com disparos de arcabuz. Novamente os arqueiros coreanos nada podiam fazer frente ao inimigo com seus arcos. Por outro lado, dois avanços da cavalaria não obtiveram êxito em atacar as linhas inimigas e por causa disso, General Sin decidiu se suicidar no rio. Os soldados restantes morreram, ou afogados em sua tentativa de cruzar o rio ou decapitados pelas tropas japonesas.

#### Ocupação entre 1593 - 1597
Desde a evacuação de Seul, as tropas invasoras haviam começado a sair do país. Contudo, ao longo de quatro anos entre a última batalha da primeira invasão e o início da segunda, as tropas japonesas permaneceram na Coreia controlando os castelos wakō ao longo da linha costeira de Kyeongsang. Cerca de 43 000 soldados foram mantidos nestes castelos durante esse tempo.
Durante este período, as tropas estacionadas na Coreia se dedicaram a construir novos castelos e melhorar as defesas dos existentes, assim como realizaram atividades de entretenimento, tais como a Cerimónia do chá, bailes e exibições de sarugaku (teatro de marionetes). Outra atividade praticada foi a caça de tigres. Originalmente surgiu como uma atividade defensiva, uma vez que um tigre havia matado um cavalo e um samurai japonês em 1592. Katō Kiyomasa também teve um encontro com um destes felinos, o que serviu para a elaboração de gravuras e representações gráficas. Além disso, Hideyoshi solicitou que os tigres caçados fossem enviados ao Japão, acreditando que a sua carne ajudaria a sua deteriorada saúde.
O Almirante Yi seguiu atacando as pequenas embarcações que encontrava ao longo da costa ocidental sul da península. A batalha mais importante aconteceu em 23 de abril de 1594 na costa de Tanghangpo, onde a frota coreana destruiu seis embarcações japonesas. Após este confronto, Almirante Yi recebeu uma carta escrita por Dan Zongren, comandante-em-chefe das forças armadas chinesas, pedindo-o que cessasse os ataques, pois estes impediam as negociações de paz.

#### Reorganização militar coreana

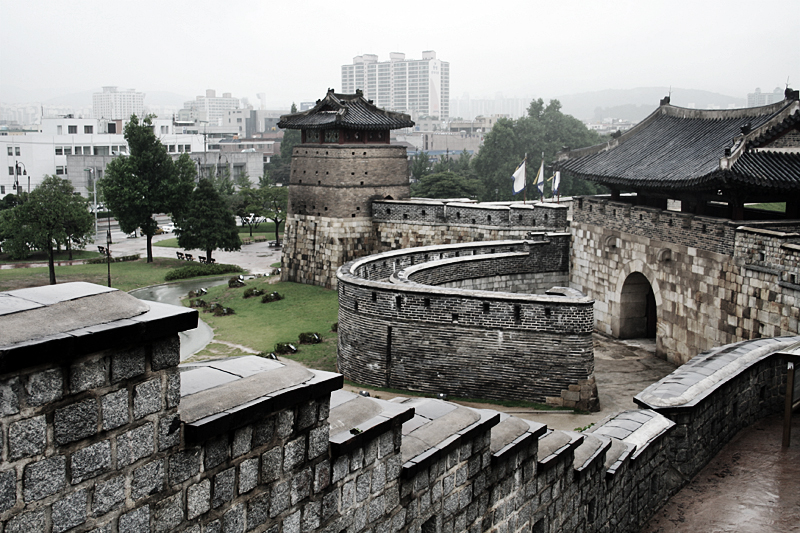
Ainda que fossem necessárias fortificações resistentes como a Fortaleza de Hwasong, a corrupção interna na Coreia evitou que estes pudessem ser construídos.

Durante o período entre a primeira e segunda invasão, o governo coreano teve a oportunidade de examinar as razões pelas quais o ataque do exército japonês em terra havia sido tão esmagador frente ao exército coreano. Sobre isso, o primeiro ministro Yu Seong-ryong afirmou que as defesas dos castelos eram muito fracas, e também que seus muros eram fáceis de escalar. Yu propôs a construção de torres com capacidade de abrigar canhões, assim como uma série de linhas defensivas pelo território coreano. Quanto a organização do exército, Yu afirmou que as táticas dos invasores eram muito superiores àquelas usadas pelo seu exército. Os japoneses se moviam em formações complexas e organizadas, enquanto os coreanos avançavam em um único bloco com uma liderança fraca.
O Rei Seonjo e a corte coreana finalmente começaram as reformas militares com a criação, em setembro de 1593, da Agência de Treinamento Militar, dividindo o exército em unidades e companhias, e as companhias em esquadrões de arqueiros, arcabuzeiros e unidades com armas de fio cortante. Além disso, a agência estabeleceu suas posições na Coreia em batalhões e castelos. A entidade, que no início contou com 72 soldados, logo contabilizou mais de 10 000.
Uma das mudanças mais importantes sofridas pela sociedade coreana durante essa época foi que, desde os membros da classe alta até os escravos podiam ser chamados para o serviço militar. Tais ações foram realizadas com o desejo de que estivessem familiarizados e treinados no manejo de armas.

#### Negociações de paz entre China e Japão (1594 – 1596)
Hideyoshi, por meio de Konishi — que levou a cabo as práticas de paz quase em sua totalidade —, propôs à corte chinesa a divisão da Coreia: a parte norte se estabeleceria como um estado satélite chinês autogovernado, enquanto a parte sul permaneceria em mãos japonesas. Hideyoshi exigiu também que uma princesa chinesa fosse enviada como sua esposa e que um príncipe coreano e dois ministros fossem enviados como reféns.
Em 1594, um enviado de Hideyoshi chegou a Pequim. A corte imperial parecia satisfeita pela abordagem do regente japonês. Uma vez que ainda se mantinha uma pequena guarnição japonesa em Busan, uma embaixada da China ofereceu a Hideyoshi conferir-lhe oficialmente o título de Rei do Japão caso todas as tropas fossem retiradas do território coreano.
Em outubro de 1596, o embaixador Ming se reuniu pessoalmente com Hideyoshi, que usou roupas e uma coroa tradicional chinesa. Hideyoshi ofereceu um banquete para os convidados, rodeado dos principais generais que haviam lutado na Coreia. Durante a cerimônia, pediu a um de seus assessores que lesse o documento vindo da China. Ao perceber que não mencionava nenhuma das cláusulas que havia proposto, ficou furioso, jogando tanto a coroa como as vestimentas ao chão. As negociações de paz, portanto, foram interrompidas.
A guerra entrou em uma segunda fase quando Hideyoshi enviou outra força de ocupação. No começo de 1597, ambos os lados continuaram com as hostilidades.

### Segunda invasão (1597 - 1598)
Hideyoshi, que não havia ficado satisfeito com os resultados da primeira campanha, ordenou um novo ataque. Contudo, desta vez a intenção de invadir a China foi descartada completamente e os esforços se focaram somente em conquistar a Coreia. A diferença nas nove divisões que foram utilizadas na invasão anterior é que o exército se dividiu em duas grandes facções: o "Exército da direita" e o "Exército da esquerda", constituídos por aproximadamente 65 300 e 49 600 homens, respectivamente.
Em 1597, imediatamente após os embaixadores chineses terem chegado a salvo em seu país, Hideyoshi enviou 200 barcos. Os exércitos da direita e da esquerda e os soldados que estavam na Coreia somaram aproximadamente 141 100 homens sob as ordens de Kobayakawa Hideaki. À medida que as tropas invasoras chegaram à costa sul da província de Gyeongsang, prontamente perceberam que o exército coreano estava melhor equipado e preparado efetivamente para o confronto. Enquanto isso, após receber notícias da chegada das tropas japonesas na Coreia, a corte imperial da China nomeou Yang Hao Comandante Supremo de um exército de 55 000 homens, provenientes de províncias distintas da nação como Sichuan, Zhejiang, Huguang, Fujian e Guangdong. Além disto, uma força naval de 21 000 elementos se somou à defesa da Coreia. Rei Huang, um historiador chinês, estimou que a força conjunta terrestre e naval do exército chinês chegou aos 75 000 homens em seu auge. As forças coreanas contabilizaram cerca de 30 000 homens, contando com o exército do General Gwon Yul, situado na Montanha Gong (공산; 公山) em Daegu, e do General Gwon Eung (권응) em Gyeongju, dos soldados de Gwak Jae-u em Changnyeong (창녕), os de Yi Bok-nam (이복남) em Naju e os de Yi Si-yun em Chungpungnyeong.

#### Ofensivas iniciais
Desde o começo, as tropas nipônicas obtiveram pouco êxito e se mantiveram confinadas exclusivamente na província de Gyeongsang, tratando de repelir um exército combinado muito mais numeroso. Ainda que a segunda invasão fosse principalmente defensiva e com Gyeongsang como cenário, as tropas japonesas planejaram ocupar Jeonju, a capital da província. Por esta razão, as duas facções do exército invasor, sob as ordens de Mōri Hidemoto e Ukita Hideie, iniciaram o assalto a Busan, marchando até a capital e tomando Sacheon e Changpyong pelo caminho.
A cidade fortificada de Namwon estava localizada a aproximadamente 48 km ao sudeste de Jeonju. Prevendo um ataque, um exército combinado de 6 000 soldados — sendo 3 000 soldados chineses e voluntários civis — se encontrava preparado para a batalha. Na noite de 26 de setembro, as tropas japonesas cercaram os muros da fortificação com escadas e torres; ambos os lados trocaram tiros de arcabuz e flechas. Eventualmente as forças japonesas escalaram as paredes e saquearam a fortaleza. Segundo o relato do comandante japonês Ōkōchi Hidemoto, autor de Chōsen Ki, o Cerco de Namwon resultou em 3 726 baixas para o exército defensor, incluindo a do juiz de Kwangju Yi Chun-weon. Tal número foi obtido a partir da contagem de narizes cortados dos soldados coreanos.
Uma vez que a notícia da batalha se espalhou rapidamente pelo local, quando as tropas invasoras chegaram a capital da província, Jeoju, a encontraram abandonada. Toda a província de Jeolla caiu sob domínio japonês, porém enquanto a batalha perdurava, os invasores se viram obrigados a bater em retirada, novamente se posicionando em um perímetro defensivo somente ao redor da província de Gyeongsang.
A fortificação de Hwangseoksan consistia de uma série de grandes muralhas circunscritas à montanha Hwangseok e guardada pelas tropas comandadas pelos generais Jo Jong-do e Gwak Jun. Quando Katō Kiyomasa cercou a montanha com um vasto exército, os defensores se desmoralizaram e se retiraram com apenas 350 baixas. Mesmo com esta vitória, as tropas japonesas não conseguiram obter controle além de Gyeongsang e foram novamente forçados a assumir uma postura defensiva, com ataques constantes das forças chinesas e coreanas.

#### Operações navais coreanas

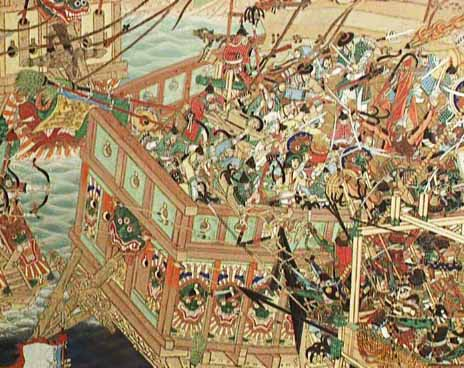
Durante as operações navais do Almirante Yi eram raros os confrontos de proximidade.

A armada coreana teve um papel crucial durante a segunda invasão, do mesmo modo que na primeira. Os avanços dos invasores foram detidos devido a falta de reforços e suprimentos, resultado de ações navais coreanas bem sucedidas que evitaram que embarcações provenientes do Japão chegassem à costa sul ocidental da península coreana. Como durante a primeira invasão, a China enviou um grande número de barcos que se juntou a defesa do país.
Devido as habilidades estratégicas e militares do Almirante Yi, os japoneses aproveitaram as leis militares coreanas e as utlizaram para se livrar dele. Um agente duplo secreto que trabalhava na Coreia informou que o General Katō Kiyomasa chegaria em um local determinado  da costa com um grande número de tropas, e insistiu que o próprio Almirante Yi devia se apresentar para realizar uma emboscada. Yi sabia que o fundo da área possuía rochas de grandes proporções que prejudicariam muito as embarcações e se negou a ir. Com isso, foi rebaixado e preso pelo Rei Seonjo por desacato. Seu lugar foi ocupado rapidamente pelo Almirante Won Gyun, que havia acusado Yi de ser bêbado e preguiçoso. O histórico positivo de Yi foi um fator decisivo para que não fosse condenado a pena de morte, ainda que tenha sido rebaixado e obrigado a servir sob o comando de Won Gyun como um soldado comum.
Após ter substituído o Almirante Yi, Won Gyun reuniu toda a frota coreana — a qual possuía mais de 100 barcos para estes momentos — na costa de Yosu para ir atrás dos japoneses. Sem um planejamento ou preparação anterior, Won Gyun e sua frota saíram rumo à Busan. Após um dia, Won Gyun foi informado da presença de uma grande frota inimiga próxima do local. Decidiu ir ao seu encontro rapidamente, apesar das reclamações de seus capitães, que se queixavam do cansaço de seus homens.
Durante a Batalha de Chilcheollyang em 28 de agosto de 1597, Won Gyun recebeu o ataque surpresa da frota invasora, a qual utilizou o fogo de arcabuzes e técnicas de engajamento tradicional. Treze panokseon saíram do campo de batalha junto ao oficial Bae Soel, e constituiriam o total de barcos coreanos durante vários meses. Won Gyun foi assassinado durante um confronto posterior à batalha principal com as tropas inimigas na costa de uma ilha. A Batalha de Chilcheollyang foi a única vitória naval japonesa durante toda a guerra.
Após a severa derrota em Chilcheollyang, Rei Seonjo decidiu reinstalar o Almirante Yi a seu posto. Quando Yi regressou à Yeosu, encontrou sua frota quase totalmente destruída, restando somente 12 embarcações e 200 homens. Porém, isto não o desanimou e, em 16 de setembro de 1597, decidiu sair para enfrentar 130 barcos inimigos no Estreito de Myeongyang; episódio este que ficou conhecido como Batalha de Myeongyang. O resultado deste confronto naval ocorrido em 26 de outubro foi uma vitória para o exército coreano, o qual afundou pelo menos 31 embarcações inimigas. Devido a disparidade no número de barcos entre os dois lados, a batalha é considerada como a vitória mais importante do Almirante Yi e conhecida na Coreia como "O milagre de Myeongyang". Novamente, devido a escassez de alimentos e falta de reforços, o exército invasor decidiu voltar a zona de segurança de sua linha defensiva nas costas de Gyeongsang.

#### Cerco a Ulsan

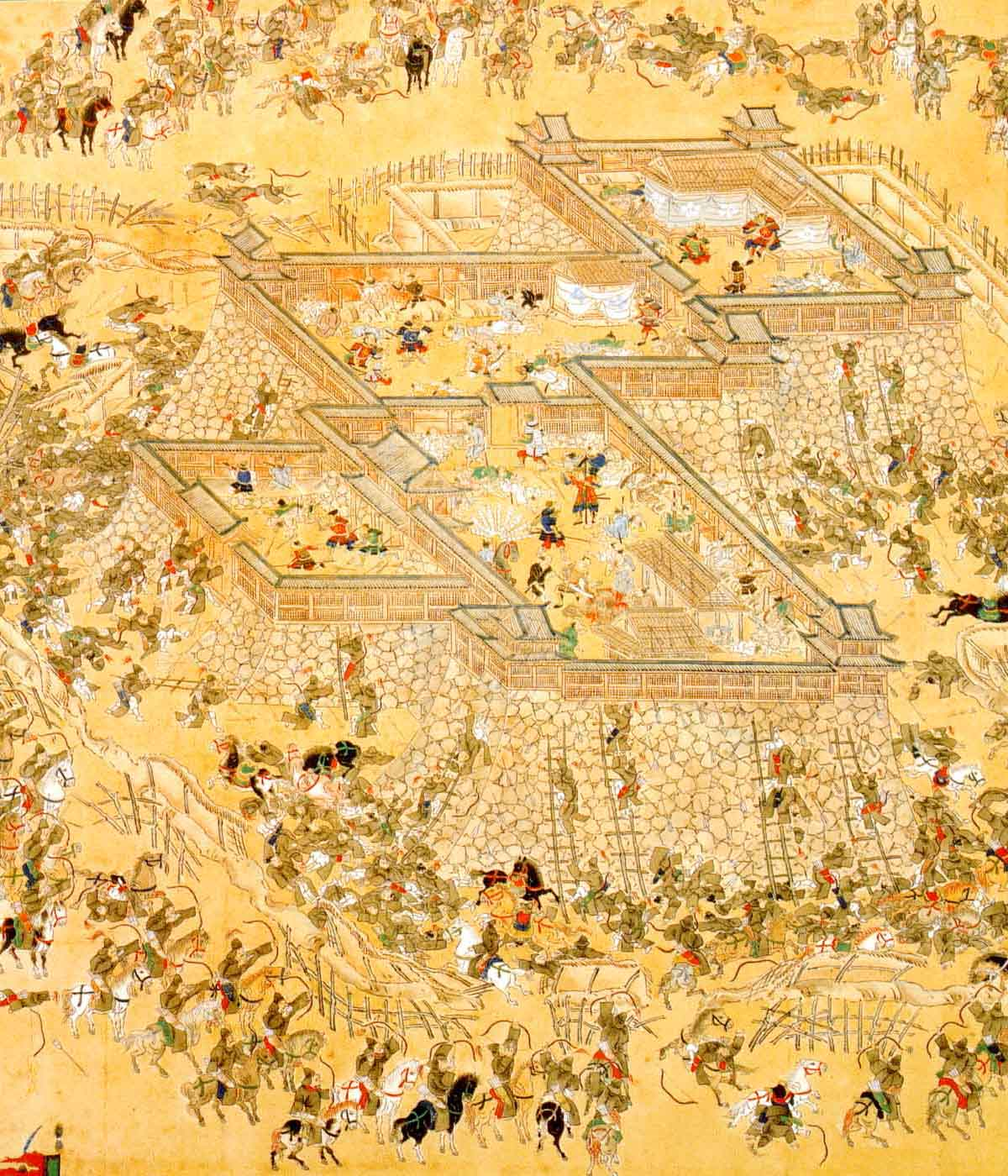
Soldados chineses e coreanos durante o assalto à fortaleza de Ulsan, controlada por tropas japonesas.

Katō Kiyomasa, após ser informado da derrota em Myeongnyang, decidiu destruir Gyeongju, a antiga capital do reino de Silla. As tropas japonesas atacaram e saquearam a cidade, destruindo vários objetos de valor e templos, incluindo o templo de Bulguksa. Nesta altura, a aliança entre China e Coreia havia expulsado as tropas inimigas para o sul de Ulsan, mas os japoneses ainda contavam com um porto importante, considerado por Kiyomasa como ponto estratégico para suas operações. Neste local, mantinham o controle de uma fortaleza conhecida como wajō. A diferença entre este e o resto dos castelos utilizados pelos japoneses é que este ainda não havia sido terminado.
Prevendo um ataque, a guarda japonesa, composta por cerca de 7 000 homens, iniciou os preparativos para reforçar as defesas. Kiyomasa designou a defesa à Katō Yasumasa, Kuki Hirotaka, Asano Nagayoshi, entre outros. O assalto por parte da coalizão començou em 29 de janeiro de 1598. Este ataque surpreendeu as tropas inimigas que estavam acampadas do lado de fora da fortaleza e sem ter concluído a construção das defesas.
Um total de 50 000 soldados aliados quase conseguiram completar o objetivo de tomar a fortaleza, mas Mōri Hidemoto veio ao auxílio para levantar o cerco, o que prolongou as hostilidades. Novamente, quando parecia que os japoneses cairiam ante os aliados devido a falta de provisões e comida, mais reforços chegaram ao castelo. O exército Ming decidiu se retirar, no que foi considerado uma vitória japonesa mesmo que o exército japonês tenha sido severamente debilitado.

#### Morte de Hideyoshi e últimas batalhas
Desde o outono de 1597, a coalizão tinha evitado que os japoneses alcançassem Jiksan (atual Cheonan). Já sem esperanças de conquistar a Coreia, os comandantes samurais iniciaram os preparativos para a retirada. No começo da primavera de 1598, o exército coreano, junto a 100 000 combatentes chineses iniciaram a retomada do controle das fortalezas na área costeira. Em maio de 1598, o Imperador Wanli enviou uma frota sob o comando de Chen Lin. Em junho do mesmo ano, após Konishi Yukinaga entregar um relatório acerca das condições précarias nas quais se encontravam, deu-se a ordem para que 70 000 soldados regressassem ao Japão, enquanto que 60 000 permaneceriam na Coreia, principalmente aqueles sob as ordens do clã Shimazu, que tinha como líderes Shimazu Yoshihiro e seu filho Tadatsune. Os soldados japoneses restantes lutaram desesperadamente contra a coalizão em Suncheon e Sacheon.
Para o exército chinês, Sacheon era essencial para retomar todos os castelos, e portanto, atacaram os invasores em 30 de outubro. Ainda que no início da batalha os combatentes chineses tinham a vantagem, a situação mudou quando reforços japoneses atacaram sua retaguarda e os soldados que se encontravam dentro da fortaleza, contra-atacaram. O exército Ming decidiu se retirar com 30 000 baixas. Depois de vários ataques consecutivos, os japoneses decidiram recuar e abandonar as fortalezas costeiras.
Em 18 de setembro de 1598, Hideyoshi ordenou, em seu leito de morte, a retirada de todas as tropas na Coreia. O Conselho dos Cinco Regentes, uma entidade criada por Hideyoshi antes de sua morte e formada pelos cinco principais daimyō do país, a fim de governar o país até seu filho Hideyori atingir a maioridade, decidiu manter a morte do regente em segredo para evitar que o moral das tropas decaísse, somente enviando o decreto aos comandantes japoneses em outubro.
A Batalha de Noryang foi a última grande batalha da guerra. A frota do Almirante Yi já havia reposto as perdas sofridas e contava com o auxílio da frota chinesa, sob as ordens de Chen Lin. Relatórios de inteligência asseguraram que 500 barcos japoneses estavam ancorados no estreito de Noryang com o objetivo de retirar as tropas restantes do país. Aproveitando as características geográficas, Yi e Chen Li ordenaram um ataque aos barcos a cerca de 2h da manhã de 17 de dezembro de 1598. Ao amanhecer, quase a metade dos navios japoneses haviam sido destruídos.
Antes da retirada dos barcos japoneses, Yi ordenou um ataque final no qual recebeu um tiro no peito que o feriu fatalmente. Yi pediu a seus capitães para manter a sua morte em segredo para evitar que o moral das tropas caísse, e assim seu corpo foi coberto com um escudo. Apenas três dos seus principais comandantes, incluindo seu primo, presenciaram a sua morte.

### Negociações posteriores

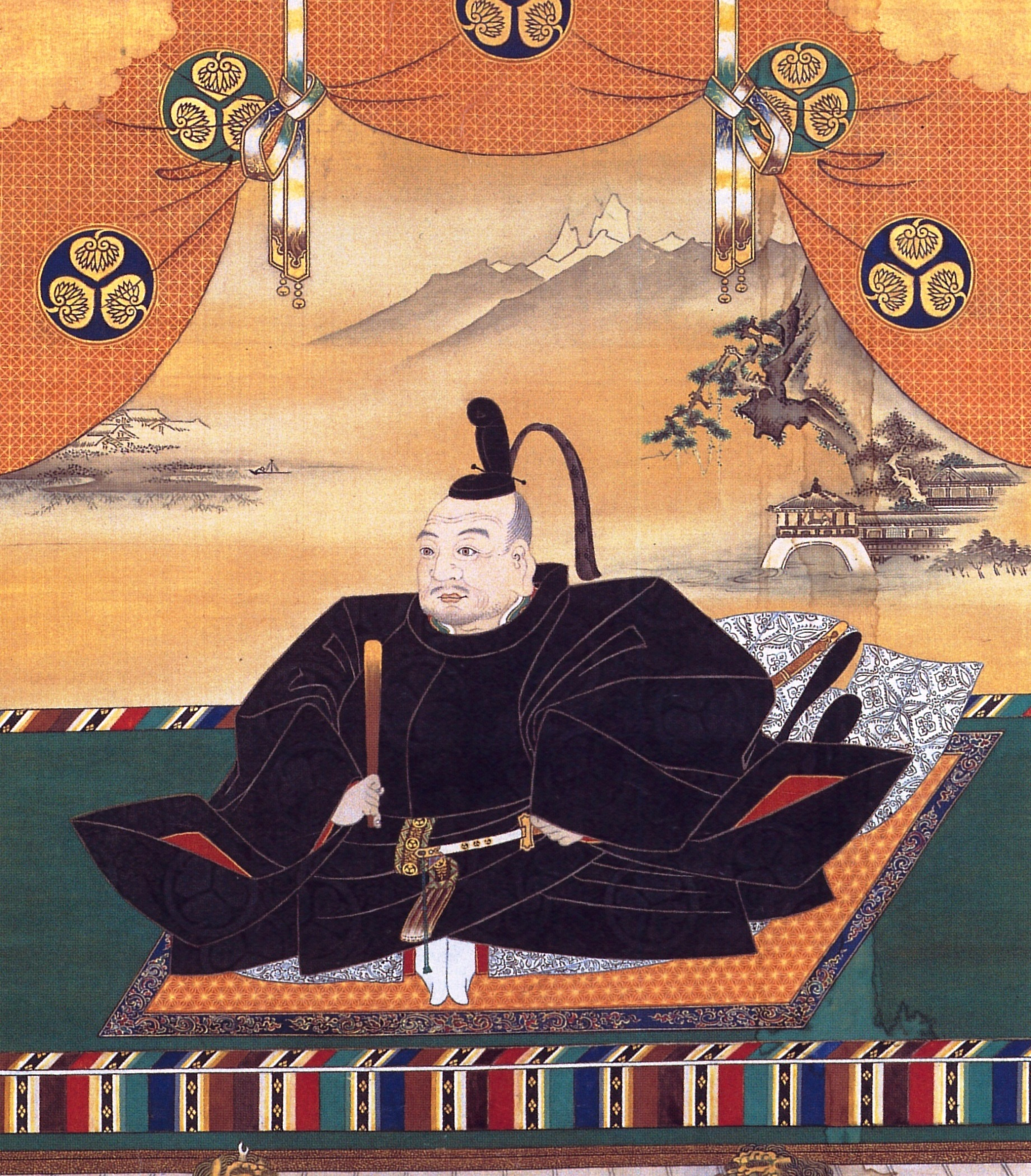
O shōgun Tokugawa Ieyasu formalizou a paz com o governo coreano.

Tsushima viu um grande declínio em sua economia, uma vez que o comércio com a Coreia havia sido interrompido. A partir de 1599, Yoshitoshi, governante da província e membro do clã Sō, enviou quatro missões de paz à Coreia. As três primeiras foram capturadas e seus integrantes levados até Pequim como prisioneiros. A última missão, enviada em 1601, pôde chegar com êxito e, como parte das negociações de paz, obteve a promessa de que os homens capturados seriam devolvidos ao país. O principal incentivo por parte da Coreia para normalizar as relações com o Japão era a retirada dos soldados chineses de seu território, uma vez que estes estavam causando a mesma destruição que o exército japonês havia cometido. Yoshitoshi, por sua vez, liberou centenas de prisioneiros coreanos e, entre 1603 e 1604, ajudou nas negociações que aconteceram em Kyoto com Tokugawa Ieyasu, servindo como shōgun. A partir dos pontos acordados, aconteceu a repatriação de aproximadamente 3 000 cidadãos coreanos.
Em 1606, a Coreia pediu que fosse enviada uma carta escrita pelo shōgun na qual solicitava formalmente a paz entre ambos os países. Além disso, pediu que fosse os soldados samurais que haviam profanado as tumbas reais fossem extraditados à Seul. Yoshitoshi enviou um grupo de criminosos em seu lugar e, mesmo estando ciente de que aqueles não eram os verdadeiros culpados, o governo coreano desejava avidamente ver o exército chinês fora de seu território, e por isso decidiram enviar embaixadores novamente em 1608. Com esta última visita, centenas de coreanos foram libertados e as relações entre os dois países foram normalizadas.

## Resultado

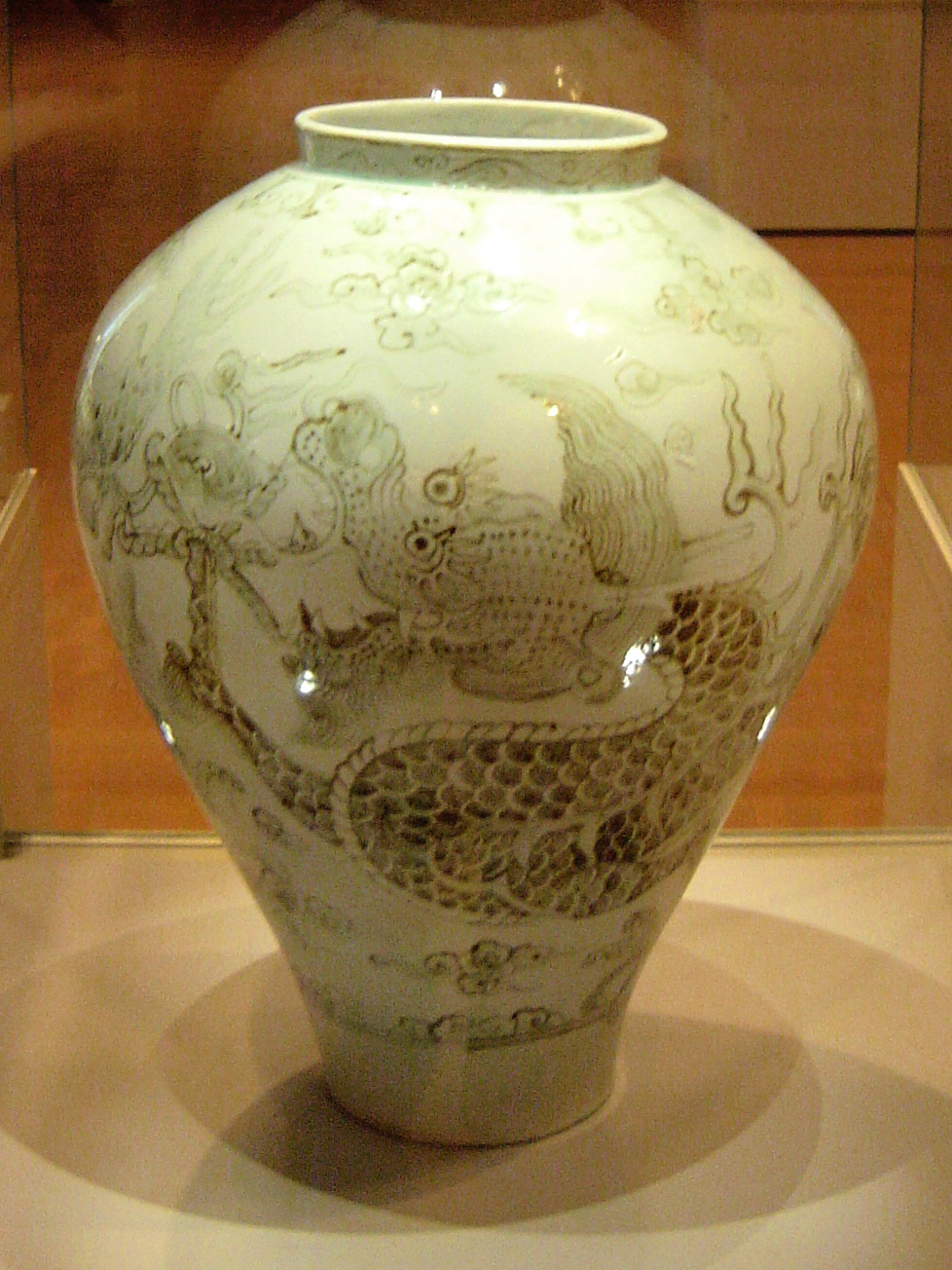
A porcelana e olaria coreana eram muito apreciadas no Japão. Muitos oleiros foram levados contra sua vontade para este país.

Além de um grande número de perdas humanas, a Coreia sofreu com um forte dano cultural, econômico e a sua infraestrutura, incluindo uma considerável redução de sua terra cultivável, assim como a destruição e confiscamento de importantes obras de arte, artefatos e documentos históricos, unido ao sequestro de técnicos e artesãos para as terras japonesas. Durante esta época, os principais palácios, Gyeongbokgung, Changdeokgung e Changgyeonggung, foram incendiados, ainda que o palácio Deoksugung tenha sido utilizado de maneira temporal. Por outro lado, os grandes encargos econômicos resultantes da guerra para a China afetaram severamente sua capacidade militar, contribuindo para a queda da dinastia Ming e ascensão da dinastia Qing, a qual restabeleceu o sistema tributário. Posteriormente, esta mesma dinastia conseguiria restabelecer as relações comerciais entre Japão e Coreia.
Este acontecimiento foi o primeiro na Ásia a envolver exércitos com numerosas tropas dotadas de armas modernas. O Japão adquiriu nova tecnologia da Coreia e novos métodos de olaria, máquinas de seda, assim como o aço forjado através de artesãos, acadêmicos, farmacêuticos que foram levados ao país.
Após a morte de Hideyoshi, seu filho Hideyori se tornou o líder do clã Toyotomi. O conflito contra a Coreia debilitou fortemente o poder e o prestígio do clã em questão de meses, fazendo com que o Japão se dividisse novamente em dois lados. Tokugawa Ieyasu, depois de sair vitorioso da decisiva Batalha de Sekigahara, tomou o poder, e em 1603 foi nomeado shōgun.
Quanto a Coreia, que sofreu o maior dano entre os três países envolvidos, viu diminuída sua terra cultivável em 66% em comparação com o que possuía antes do conflito, o que deteriorou severamente sua economia. A Coreia sofreu também com a perda de importantes arquivos históricos, artefatos científicos e culturais (como o relógio de água Ja-gyuk-roo). A extração de artesãos, marcou o declínio no avanço da ciência nesta nação.
O total de perdas civis e militares foi estimado, no século XIX pelo historiador Geo H. Jones, em um milhão de vidas humanas. Além disso, estima-se que entre 50 000 a 60 000 cidadãos coreanos foram levados ao Japão durante a guerra, e apenas cerca de 7 500 regressaram ao seu país através das negociações diplomáticas. Uma grande quantidade de prisioneiros foram vendidos a comerciantes europeus, principalmente portugueses, que os revenderam no sul da Ásia.

### Crimes de guerra

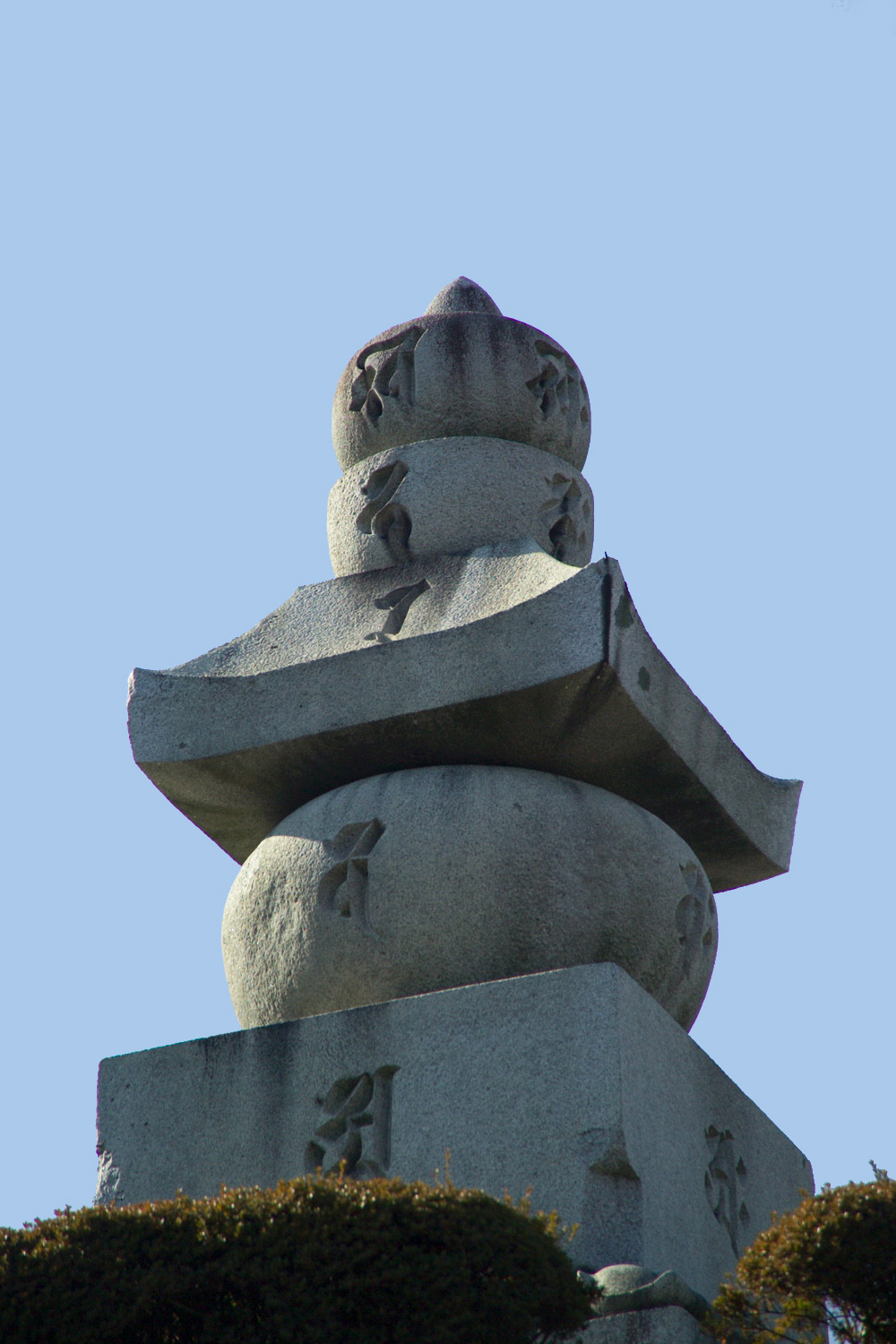
Monumento que marca a localização de Mimizuka ou "túmulo de orelhas" em Kyoto, Japão.

Segundo historiadores contemporâneos, durante a guerra, as tropas japonesas cometeram graves crimes contra a população civil, inclusive matando animais de fazenda. Os japoneses tinham uma antiga tradição de cortar as cabeças dos rivais caídos, mas, por questões logísticas, esta prática foi modificada para cortar somente o nariz. Estes foram cobertos com sal e enviados em barris de madeira, que foram então enterrados em um túmulo próximo ao Grande Buda de Hideyoshi, onde permanecem até hoje sob o nome equivocado de Mimizuka (em japonês:  túmulo de orelhas).
O exército chinês também cometeu uma série de atrocidades semelhantes às dos japoneses, incluindo ataques contra o exército coreano e a população civil. No final da guerra, a concorrência entre os dois exércitos defensores deixou como resultado um massacre de civis em Namhae, por ordem do General Chen Lin, que acusou os habitantes de colaborar com o exército inimigo. O propósito disto era aumentar a quota de inimigos assassinados.
Além disso, diversos bandidos e assaltantes coreanos aproveitaram a situação que imperava durante a guerra para saquear e roubar seus concidadãos.

## Legado
A guerra deixou um importante legado nos três países. A Coreia ganhou vários herois nacionais. O Almirante Yi foi e ainda é reverenciado no Japão. Como exemplo disto, o Almirante Heihachiro Togo, famoso por sua vitória na Batalha de Tsushima, durante a Guerra Russo-Japonesa, chamou o Almirante Yi de "o maior comandante naval de toda a história Em reconhecimento da ajuda da China, o povo coreano construiu um altar ao Imperador Wanli, no qual foram realizados rituais em sua homenagem. Na China, esta guerra é listada como uma das "três grandes campanhas punitivas" do Imperador Wanli. Os historiadores chineses modernos utilizam-a como um exemplo da amizade entre China e Coreia. Líderes japoneses contemporâneos justificaram a guerra com uma incursão anterior liderada pela mítica Imperatriz Jingū aproximadamente no ano 400, afirmando serem abençoados e apoiados pelo deus de guerra Hachiman. Esta ocupação parcial e temporal do território coreano foi utilizada para argumentar que a Coreia sempre havia sido parte do Japão. Líderes japoneses do final do século XIX e princípio do XX utilizaram o conflito como uma desculpa para a ocupação japonesa da Coreia. O sentimento antijaponês neste país tem origem desde as invasões de 1592.

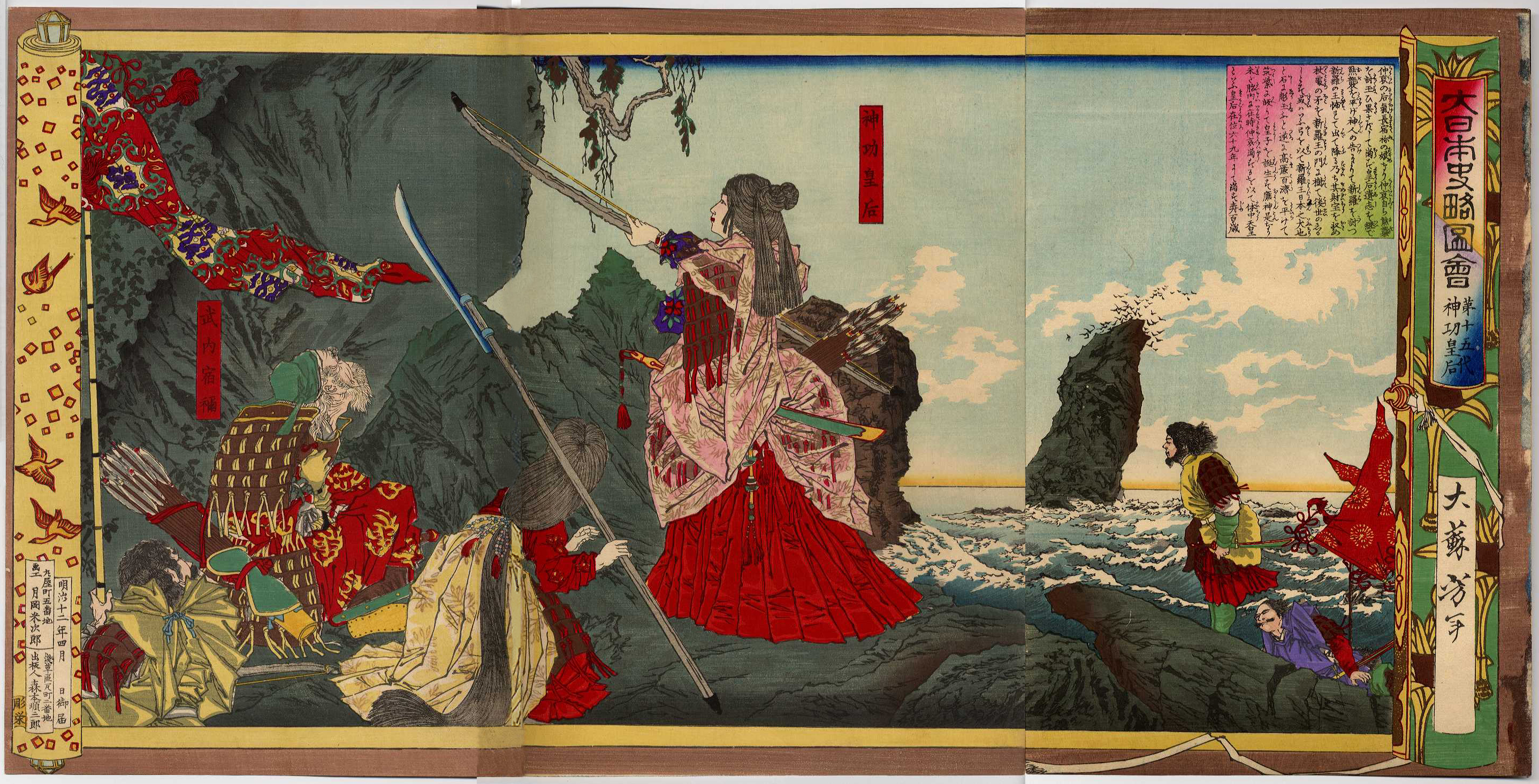
A imperatriz consorte Jingū chega à Coreia. Pintura de 1880.

Nos anos 30, o antigo castelo de Hideyoshi, o Castelo Osaka, foi reconstruído como um museu para comemorar a história militar do Japão. No contexto do imperialismo japonês, a guerra é considerada como a primeira tentativa deste país de converter-se em uma grande potência. Tanto na China como na Coreia, a guerra inspirou a resistência nacionalista contra o imperialismo japonês do século XX.
Apesar do grande interesse nas guerras do leste asiático, atualmente a Guerra Imjin não é muito conhecida no Ocidente. O historiador britânico Stephen Turnbull atribui esta ignorância ao fato de terem sido conferidos títulos ao conflito como Invasões de Hideyoshi à Coreia, tratando o tema simplesmente como uma extensão de uma biografia, sem dar ao confronto a distinção de ter sido uma guerra em toda a extensão da palavra. Alguns livros tratam o conflito em apenas algumas linhas, havendo poucos livros profundamente especializados sobre o tema.
Na cultura popular, o conflito serviu de tema central de algumas séries televisivas, quase que exclusivamente na Coreia. Uma de suas mais notáveis séries de televisão é Bulmyeolui Lee Soon-shin (Imortal Almirante Yi Sun-shin), a qual é centrada na figura do heroi nacional. A série foi exibida nesse país e nos Estados Unidos em 2004 e foi produzida pela KBS (Korean Broadcasting System), que afirma que a audiência nos Estados Unidos alcançou um milhão de espectadores.
Em 2007, foi lançado um filme de terror, 그림자 Resurrection of the Butterfly, que centra sua história na vida de Non Gae, uma kisaeng que decidiu atirar-se no Rio Nam abraçada de um general japonês após a vitória em Jinju, morrendo ambos afogados. Um festival é celebrado na Coreia anualmente desde 1965 em sua homenagem.